# Середня Арсенальна вежа
55°45′13″ пн. ш. 37°36′56″ сх. д. / 55.75361° пн. ш. 37.61556° сх. д.
Середня Арсенальна вежа (рос. Средняя Арсенальная башня, Гранёная, Гротская) — глуха вежа, розташована на північно-західній стороні Московського Кремля, що простягнулася вздовж Олександрівського саду. Була побудована в 1493—1495 роках на місці наріжної вежі часів Дмитра Донського. В 1680-х роках споруду завершено — відкритий четверик з чотиригранним шатром, що закінчується наскрізною оглядовою вежею з шатриком. Сучасну назву вежа отримала по будівлі Арсеналу, побудованого на території Кремля на початку XVIII століття.
З 1990 року Середня Арсенальна вежа знаходиться у списку Всесвітньої спадщини ЮНЕСКО як частина архітектурного ансамблю Московського Кремля.

## Архітектурні особливості
Сучасного вигляду Середня Арсенальна вежа зберіг архітектурні форми кінця XVII століття. Основу споруди становить витягнутий вгору чотирикутний обсяг, в 1680-х отримав завершення у вигляді чотиригранного намету з оглядовою вежею і восьмигранним шатриком. У верхній частині влаштовані машикулі і парапет з ширинками. Вінчає вежу позолочений флюгер.
Після модернізації висота вежі досягла 38,9 метрів. Зовнішній фасад розчленований двома вертикальними нішами, які дали їй першу назву — Гранована. Форми і надбудова Середньої Арсенальної схожі з Оружейною і Комендантською вежами Кремля. Внутрішній об'єм споруди розділений на три яруси, перекритих циліндричними склепіннями і з'єднані між собою сходами.
У книзі 1912 року історик Бартенєв наводить дані обміру вежі: висота — 18 ½ сажнів, периметр основи — 13, висота нижньої частини — 10, висота верхньої частини — 8 ½.